# شارع هشام بن عبد الملك
يقع شارع هشام بن عبد الملك في مدينة الرياض بطول 2 كم.
يسير الشارع بالاتجاهين الشرقي والغربي، ويتقاطع مع طريق الملك عبد العزيز
ويصل هذا الشارع بين حي المرسلات (الرياض) وحي الملك فهد (الرياض)

## معالم
يقع على هذا الشارع العديد من المحلات التجارية والمباني ، ومن أهمها:
- مجمع الاتصالات بالمرسلات ، وهو أكبر مصدر للهواتف المتنقلة بشمال الرياض.
- المركز الرئيسي لشركة الاتصالات السعودية
- مقر هيئة الاتصالات وتقنية المعلومات
- وزارة العمل
- مجمع حياة مول التجاري